# Carlos Prates Airport
Carlos Prates Airport är en flygplats i Brasilien.   Den ligger i kommunen Belo Horizonte och delstaten Minas Gerais, i den sydöstra delen av landet, 600 km sydost om huvudstaden Brasília. Carlos Prates Airport ligger 929 meter över havet.
Terrängen runt Carlos Prates Airport är platt åt nordväst, men åt sydost är den kuperad. Terrängen runt Carlos Prates Airport sluttar norrut.Runt Carlos Prates Airport är det mycket tätbefolkat, med 9 644 invånare per kvadratkilometer.. Närmaste större samhälle är Belo Horizonte, 5,6 km öster om Carlos Prates Airport.
Runt Carlos Prates Airport är det i huvudsak tätbebyggt.